# Louis Armstrong
Louis Daniel Armstrong (4 tháng 8 năm 1901 - 6 tháng 7 năm 1971), biệt danh là " Satchmo ",  "Satch", và "Pops", là một nghệ sĩ, nhà soạn nhạc, ca sĩ, và diễn viên người Mỹ. Ông là một trong những nhân vật có ảnh hưởng nhất trong nhạc jazz. Sự nghiệp của ông kéo dài năm thập kỷ, từ những năm 1920 đến những năm 1960 và các thời đại khác nhau trong lịch sử nhạc jazz. Năm 2017, ông được giới thiệu vào Đại sảnh Danh vọng Rhythm & Blues.
Armstrong sinh ra và lớn lên ở New Orleans. Trở nên nổi bật vào những năm 1920 với tư cách là một người chơi kèn và cornet sáng tạo, Armstrong là một người có ảnh hưởng nền tảng trong nhạc jazz, chuyển trọng tâm của âm nhạc từ ngẫu hứng tập thể sang biểu diễn độc tấu. Khoảng năm 1922, ông theo người cố vấn của mình, Joe "King" Oliver, đến Chicago để chơi trong ban nhạc Creole Jazz. Tại Chicago, ông dành thời gian với các nhạc sĩ jazz nổi tiếng khác, kết nối lại với người bạn Bix Beiderbecke và dành thời gian với Hoagy Carmichael và Lil Hardin. Ông đã nổi tiếng tại " các cuộc thi cắt " và chuyển đến New York để tham gia ban nhạc của Fletcher Henderson.
Với giọng hát phong phú, dễ nhận biết ngay lập tức, Armstrong cũng là một ca sĩ có ảnh hưởng và khả năng ứng biến khéo léo, uốn cong lời bài hát và giai điệu của một bài hát. Anh ấy cũng có kỹ năng hát scat. Armstrong nổi tiếng với sự hiện diện và giọng hát lôi cuốn cũng như chơi kèn. Vào cuối sự nghiệp của Armstrong vào những năm 1960, ảnh hưởng của ông đã lan sang âm nhạc nổi tiếng nói chung. Armstrong là một trong những nghệ sĩ giải trí người Mỹ gốc Phi nổi tiếng đầu tiên "vượt qua", nghĩa là âm nhạc của ông đã vượt qua màu da của mình ở một nước Mỹ bị chia rẽ chủng tộc. Ông hiếm khi chính trị hóa chủng tộc của mình một cách công khai, điều này làm những người Mỹ gốc Phi buồn bực, nhưng đã có lập trường công khai cho sự chia rẽ trong cuộc khủng hoảng Little Rock. Ông đã có thể tiếp cận các giai cấp trên của xã hội Mỹ vào thời điểm mà điều này là khó khăn đối với người da đen.
Armstrong xuất hiện trong các bộ phim như High Society (1956) cùng với Bing Crosby, Grace Kelly, và Frank Sinatra, và Hello, Dolly! (1969) với Barbra Streisand đóng vai chính. Ông đã nhận được nhiều giải thưởng trong đó có ba đề cử giải Grammy và một chiến thắng cho màn trình diễn bài Hello, Dolly! vào năm 1964.
Ảnh hưởng của Louis Armstrong không chỉ trong lãnh vực nhạc jazz mà còn lan sang nhạc pop trong thập niên 1960. Theo bình luận gia âm nhạc Steve Leggett thì Armstrong "có thể là người có ảnh hưởng lớn nhất trong nền ca nhạc Mỹ trong thế kỷ 20." 

## Tiểu sử

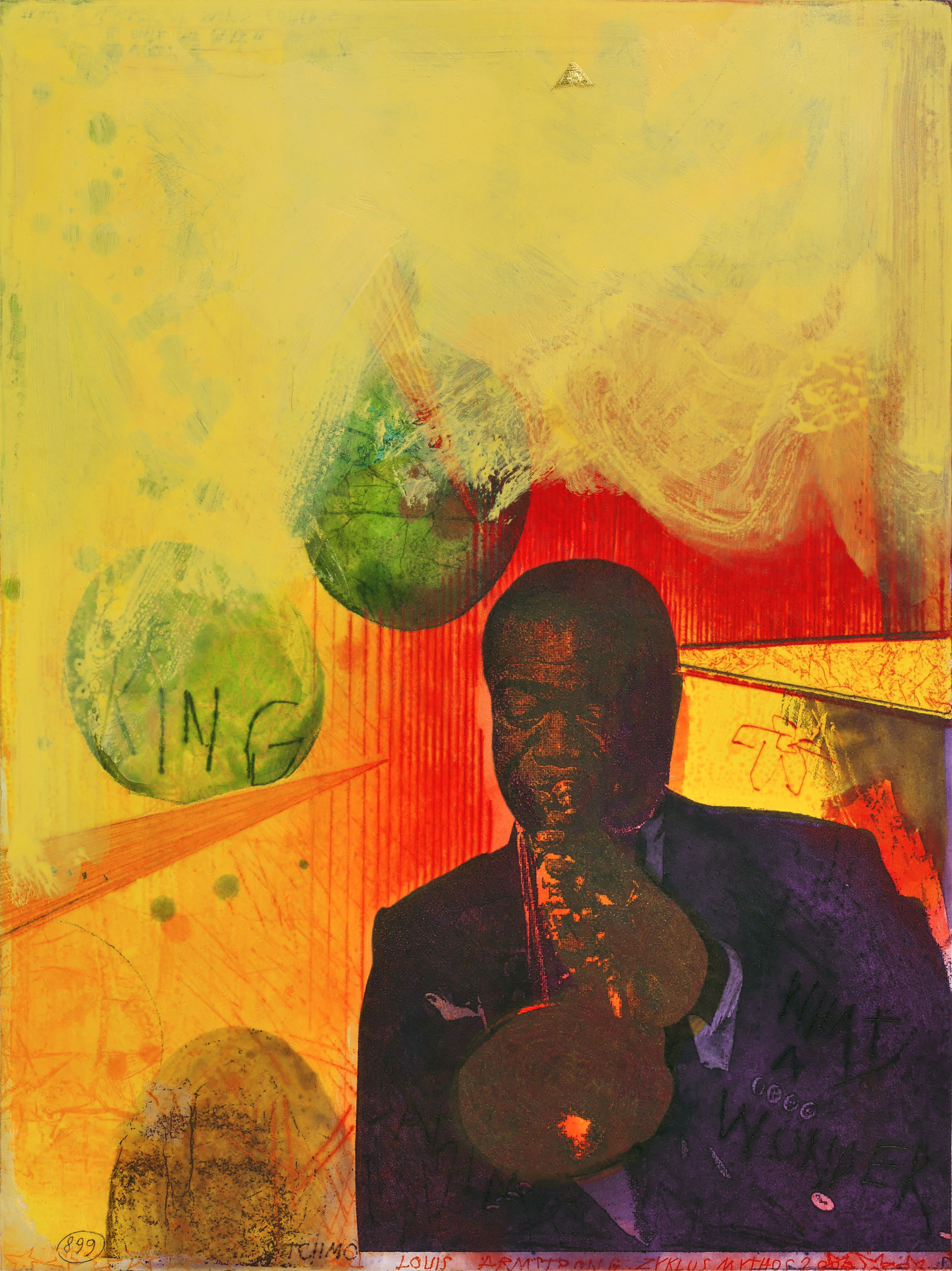
Louis Armstrong (2002), khắc axit màu bằng tay của Adi Holzer

Armstrong thường tuyên bố rằng ông sinh ngày 4 tháng 7 năm 1900. Mặc dù ông qua đời năm 1971, nhưng mãi đến giữa những năm 1980, ngày sinh thực sự của ông, ngày 4 tháng 8 năm 1901, được Tad Jones phát hiện bằng cách nghiên cứu các giấy tờ rửa tội. Ít nhất ba tiểu sử khác coi ngày sinh 4 tháng 7 là một huyền thoại.
Armstrong được sinh ra ở New Orleans với mẹ là Mary Albert và cha là William Armstrong. Albert đến từ Boutte, Louisiana và sinh con tại nhà khi cô khoảng mười sáu tuổi. William Armstrong đã bỏ rơi hai mẹ con một thời gian ngắn sau đó. Khoảng hai năm sau, William có một cô con gái, Beatrice "Mama Lucy" Armstrong, người được Albert nuôi dưỡng.
Louis Armstrong được bà ngoại nuôi dưỡng cho đến năm tuổi khi ông được trở về với mẹ. Ông đã dành cả tuổi thanh xuân trong một khu phố bạo lực, được gọi là Chiến trường. Năm sáu tuổi, ông theo học trường Fisk School for Boys, một ngôi trường chấp nhận trẻ em da đen trong hệ thống phân biệt chủng tộc của New Orleans. Ông đã làm những công việc phụ cho Karnoffskys, một gia đình người Do Thái ở Litva. Khi đang bán than ở Storyville, anh nghe thấy các ban nhạc spasm, các nhóm chơi nhạc từ các đồ vật trong gia đình. Anh nghe thấy những âm thanh ban đầu của nhạc jazz từ các ban nhạc chơi trong nhà thổ và vũ trường như Pete Lala, nơi King Oliver biểu diễn.
Karnoffskys  nhận Armstrong và đối xử với ông như gia đình. Biết ông sống không có cha, họ cho anh ăn và nuôi dưỡng anh. Trong hồi ký Louis Armstrong + Gia đình Do Thái ở New Orleans, La., Năm 1907, ông đã mô tả khám phá của mình rằng gia đình này cũng bị phân biệt đối xử bởi "những người da trắng khác", những người cảm thấy rằng họ tốt hơn người Do Thái: "Tôi chỉ mới bảy tuổi nhưng tôi có thể dễ dàng nhận thấy sự đối xử vô duyên mà những người da trắng đang đối xử với gia đình Do Thái nghèo mà tôi đang làm việc. "  Ông đeo mặt dây chuyền Ngôi sao David trong suốt quãng đời còn lại và viết về những gì ông học được từ họ: "làm thế nào để sống cuộc sống thực sự và quyết tâm". Buổi biểu diễn âm nhạc đầu tiên của Armstrong có thể đã ở bên cạnh đoàn xe rác của Karnoffsky. Để phân biệt với những người bán hàng rong khác, ông đã thử chơi một chiếc còi thiếc để thu hút khách hàng. Morris Karnoffsky đã cho Armstrong một khoản tạm ứng để mua một cây kèn cornet từ một cửa hàng cầm đồ.
Armstrong lớn lên từ giai cấp xã hội hèn mạt nhất, trong một thị trấn bị kỳ thị, nhưng lại có nền âm nhạc sâu đậm, nóng bỏng - lúc bấy giờ gọi là nhạc "ragtime" (thời đói rách) chứ chưa gọi là nhạc jazz. Tuy thời thơ ấu ông sống trong cảnh đói nghèo, Louis Armstrong không cho rằng đó là điều đáng buồn mà là nguồn cảm hứng vô biên, ông từng nói: "Mỗi khi tôi nhắm mắt thổi cái kèn của tôi - tôi nhìn thẳng vào trái tim của thành phố New Orleans xa xưa... Nó đem lại cho tôi một cái gì đó để tôi bám vào mà sống."

## Qua đời
Armstrong chết vì đau tim khi đang ngủ vào ngày 6 tháng 7 năm 1971 lúc 69 tuổi, 11 tháng sau khi trình diễn ở một chương trình nổi tiếng tại phòng nhạc Waldorf-Astoria. Ông sống tại Corona, Queens, thành phố New York, lúc ông qua đời. Ông được an táng tại Nghĩa trang Flushing, Flushing, ở Queens, thành phố New York. 
Tham gia đưa tiễn ông gồm có Bing Crosby, Ella Fitzgerald, Dizzy Gillespie, Pearl Bailey, Count Basie, Harry James, Frank Sinatra, Ed Sullivan, Earl Wilson, Alan King, Johnny Carson và David Frost. Peggy Lee đã hát bài The Lord's Prayer ở đám tang, còn Al Hibbler hát bài "Nobody Knows the Trouble I've Seen" và người bạn lâu năm của ông, Fred Robbins, đọc điếu văn.